# Christopher Curwen (homme politique)
Christopher Curwen (mort en 1450) était un soldat, un administrateur et un homme politique anglais.

## Biographie
Il était le fils de Sir William Curwen de Workington (Cumberland) et de sa première femme Alice. Il succéda à son père en 1403 et fut nommé chevalier en 1404.
Il fut député du Parlement d'Angleterre de l’Appleby (en) en septembre 1397 puis du Cumberland (en) en novembre 1414, 1423, 1425, 1427, 1431 et 1432.
Il a été nommé haut shérif du Cumberland (en) à six reprises (1415-1416, 1423-1424, 1427-1428, 1433-1434, 1437-1438 et 1444-1445). Il fut également juge de paix du Cumberland de 1435 à 1439 et de 1443 à 1448.
À partir de 1417, il servit militairement sous les ordres de John Neville au cours de la deuxième expédition d'Henri V contre la France. Il commandait 44 hallebardiers et 113 archers. Il prit possession du château de Danville en Normandie et, en 1419, il reçoit du roi le château de Cany-en-Caux et la seigneurie de Caux, qui venaient d'être confisqués au duc de Bavière.
Il meurt en 1450 et a été enterré à l'église de Workington (en). Il épousa Elizabeth, fille de Sir John Huddlestone de Millom Castle (en). Ils eurent deux fils dont l'aîné, Thomas, lui succéda.